# Solaris Urbino 8,9 LE electric
Solaris Urbino 8,9 LE electric – niskowejściowy elektryczny autobus miejski, zaprezentowany jesienią 2011 roku. Został wyprodukowany przez przedsiębiorstwo Solaris Bus & Coach S.A. z Bolechowa koło Poznania. Jego konstrukcja bazuje na modelu Solaris Urbino 8,9 LE. Autobus ten był pierwszym wyprodukowanym w Polsce autobusem elektrycznym. W Polsce jest eksploatowany w Ostrołęce, Krakowie, Jaworznie, Chodzieży, Wrześni, Stalowej Woli, Katowicach (RCKiK) i w Miechowie.

## Geneza
W 1999 r. Solaris zaprezentował swój pierwszy autobus miejski z rodziny Urbino – Solaris Urbino 12. W kolejnych latach rozszerzano ofertę autobusów miejskich o kolejne modele, początkowo z napędem konwencjonalnym. W 2002 r. pokazano nową odsłonę Urbino, tzw. II generację. Dwa lata później, w 2004 r. swoją premierę miała III generacja Urbino. W ramach III generacji w 2006 r. Solaris Bus & Coach S.A. na targach IAA Nutzfahrzeuge w Hanowerze zaprezentował pierwszy model hybrydowy Solaris Urbino 18 Hybrid. Był to pierwszy w Europie hybrydowy autobus w seryjnej produkcji. Tym samym Solaris dołączył do europejskich liderów ekologicznych technologii w transporcie publicznym. Krzysztof Olszewski, założyciel Solaris Bus & Coach powiedział wówczas: „Diesel umarł, niech żyje elektryczność!”. W 2008 roku Solaris przedstawił model Urbino 8,9 LE, na bazie którego powstał model Urbino 8,9 LE electric.

## Rozwój
20 września 2011 roku podczas targów Transexpo 2011 odbyła się premiera pierwszego prototypu autobusu Solaris Urbino 8,9 LE electric. Konstrukcja pojazdu opierała się na modelu Urbino 8,9 LE. Pojazd wyposażono w czteropolowy asynchroniczny silnik elektryczny o mocy 120 kW (163 KM). Baterie trakcyjne o pojemności 124 kWh umieszczono w komorze pod wyższą częścią podłogi z tyłu autobusu. Masa baterii, która wyniosła 1400 kg, wymusiła redukcję masy pojazdu, co uczyniono dzięki szeregowi rozwiązań, m.in. zastosowaniu lżejszego materiału do wykonania poszyć bocznych, cieńszych szyb, czy też aluminiowych felg. Autobus ten był pierwszym wyprodukowanym w Polsce autobusem elektrycznym. Jego głównymi zaletami jest brak emisji spalin, a co za tym idzie ochrona środowiska naturalnego oraz niski poziom emitowanego hałasu, ale także wysoka sprawność napędu elektrycznego oraz mniejsze koszty operacyjne związane z niższą ceną energii elektrycznej potrzebnej do pokonania tego samego dystansu, co w przypadku konwencjonalnego napędu na olej napędowy.
W pierwszej połowie 2012 roku zbudowano drugi prototyp o bogatszym wyposażeniu (m.in. klimatyzacja). Wyposażono go w system szybkiego ładowania z użyciem specjalnych ładowarek, umożliwiający uzupełnienie całkowicie wyczerpanych baterii w 1,5 godziny. Pozwoliło to na zwiększenie zasięgu po jednokrotnym ładowaniu do ponad 150 km. Pierwsze testy elektrobusu miały miejsce w pierwszej połowie 2012 roku w Poznaniu, podczas których autobus bezawaryjnie pokonał ponad 3000 km. Później prototyp ten był testowany także w innych miastach w Polsce – w Warszawie, Krakowie oraz Jaworznie (patrz sekcja Eksploatacja). Podczas testów w Zakopanem woził pasażerów na trasie do Morskiego Oka.
Jury targów Transexpo przyznało modelowi Urbino 8,9 LE electric Złoty Medal w kategorii „Najlepszy Produkt”. Czytelnicy niemieckiego magazynu „Busplaner” w piątej edycji konkursu, uznali pojazd za „Innowację Roku 2012” w kategorii „Transport Publiczny”.
Graficznym symbolem autobusu stał się charakterystyczny dla marki Solaris zielony jamnik z wtyczką elektryczną zamiast ogona.
Następcą modelu Urbino 8,9 LE electric, z nadwoziem Urbino IV generacji, został Solaris Urbino 9 LE electric. Premiera odbyła się 30 września 2021 o godz. 12:00. Modele Urbino 8,9 LE i 8,9 LE electric są ostatnimi autobusami z nadwoziem Urbino III generacji pozostającymi w produkcji.

## Konstrukcja

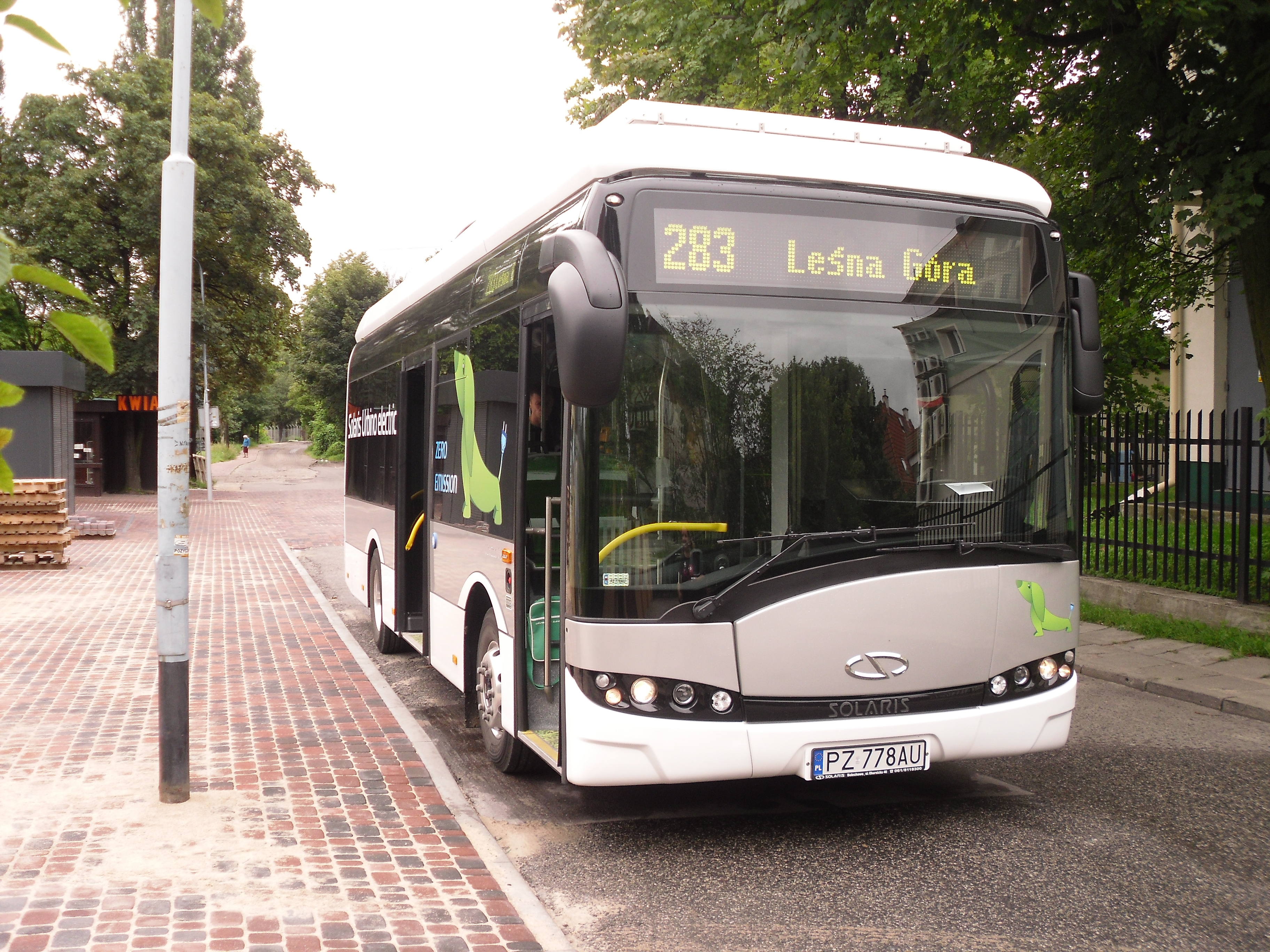
Solaris Urbino 8,9 LE electric podczas testów w Gdańsku

| Długość                  | 8950 mm |
| Szerokość                | 2400 mm |
| Wysokość                 | 2850-3350 mm (w zależności od zabudowy)                                                                        |
| Rozstaw osi              | 4380 mm |
| Zwis przedni/tylny       | 2080 mm 2490 mm                                                                                                |
| Oś przednia              | Oś niezależna ZF                                                                                               |
| Oś tylna                 | Oś DANA |
| Układ kierowniczy        | ZF Servocom |
| Układ poziomujący        | Zawieszenie ECAS; przyklęk ok. 70 mm, podnoszenie ok. 60 mm                                                    |
| Układ hamulcowy          | EBS, ABS, ASR, hamulec ręczny, hamulec przystankowy                                                            |
| Silnik elektryczny       | silnik asynchroniczny 120/160 kW                                                                               |
| Baterie                  | baterie litowo-jonowe; pojemność zależna od wymagań klienta                                                    |
| Ładowanie                | pantograf lub wtyczka plug-in                                                                                  |
| Elektryka                | Oparta na magistrali CAN                                                                                       |
| Drzwi                    | 1-2-0 lub 1-1-0 (szerokość I drzwi: 850 mm, II drzwi: 1350 mm; wysokość I wejścia: 320 mm, II wejścia: 340 mm) |
| Liczba miejsc siedzących | maks. 27 (w zależności od układu wnętrza)                                                                      |

### Układ napędowy i baterie
Solaris Urbino 8,9 LE electric wyposażony został w napęd elektryczny, którego głównym elementem jest czteropolowy silnik asynchroniczny o mocy maksymalnej 160 kW (218 KM) i maksymalnym momencie obrotowym 1400 Nm.  W prototypowym egzemplarzu energia do zasilania silnika magazynowana jest w chłodzonych cieczą dwóch bateriach litowych o łącznej pojemności 120,9 kWh i napięciu znamionowym 600V, których dostawcą jest polska firma Wamtechnik. W kolejnych modelach pojemność baterii jest zależna od indywidualnych wymagań klienta i charakterystyki linii, na której eksploatowane są autobusy. Maksymalny czas ładowania dwóch akumulatorów o łącznej masie 1400 kg z terminala ładowania 3x400V 63A wynosi 4 godziny i jest możliwy poprzez złącze plug-in lub (opcjonalnie) poprzez pantograf na dachu autobusu. Doładowanie baterii możliwe jest również w trakcie jazdy pojazdu poprzez odzyskiwanie energii przy hamowaniu. Maksymalny zasięg pierwszych autobusów wynosił od 100 do 150 km, a autobus jest w stanie osiągnąć prędkość ograniczoną do 50 km/h. Późniejsze egzemplarze mają większy dystans, który pokonują na jednym ładowaniu. Jest on uzależniony od pojemności baterii. Układ jezdny stanowi niezależne zawieszenie przednie typu ZF RL55 oraz tylny most DANA G150, które oparte są na miechach pneumatycznych. 

### Nadwozie i wnętrze
Konstrukcja nadwozia wykonana została z rur stalowych o zwiększonej odporności na korozję. Ze względu na dużą masę baterii, zaistniała konieczność redukcji masy pojazdu. Do wykonania poszycia zewnętrznego nadwozia zastosowano stal nierdzewną i lekkie panele z włókna węglowego, z którego wykonano również tylną pokrywę komory silnika. Do wykończenia modelu Urbino 8,9 LE electric wykorzystane zostały komponenty o obniżonej masie jak np. cieńsze szyby i lżejsze fotele, podłoga wykonana z drewna mahoniowego (zamiast sklejki), piankowy materiał Foamed ACM do wykonania klap kanałów powietrza, oraz felgi aluminiowe. W celu zmniejszenia zużycia energii elektrycznej do wewnętrznego i zewnętrznego oświetlenia zastosowano lampy z diodami LED. Na stanowisku kierowcy zamontowano nowoczesny pulpit z trzema dotykowymi ekranami LCD zamiast analogowych wskaźników i tradycyjnych przełączników. We wnętrzu znajdują się maksymalnie 27 miejsc siedzących (w zależności od układu wnętrza), z czego większość nie jest dostępna z niskiej podłogi i znajduje się w układzie amfiteatralnym za drugimi drzwiami przodem do kierunku jazdy. W drugich drzwiach znajduje się rampa dla niepełnosprawnych, a naprzeciwko drzwi miejsce dla niepełnosprawnego lub wózka dziecięcego.

## Eksploatacja

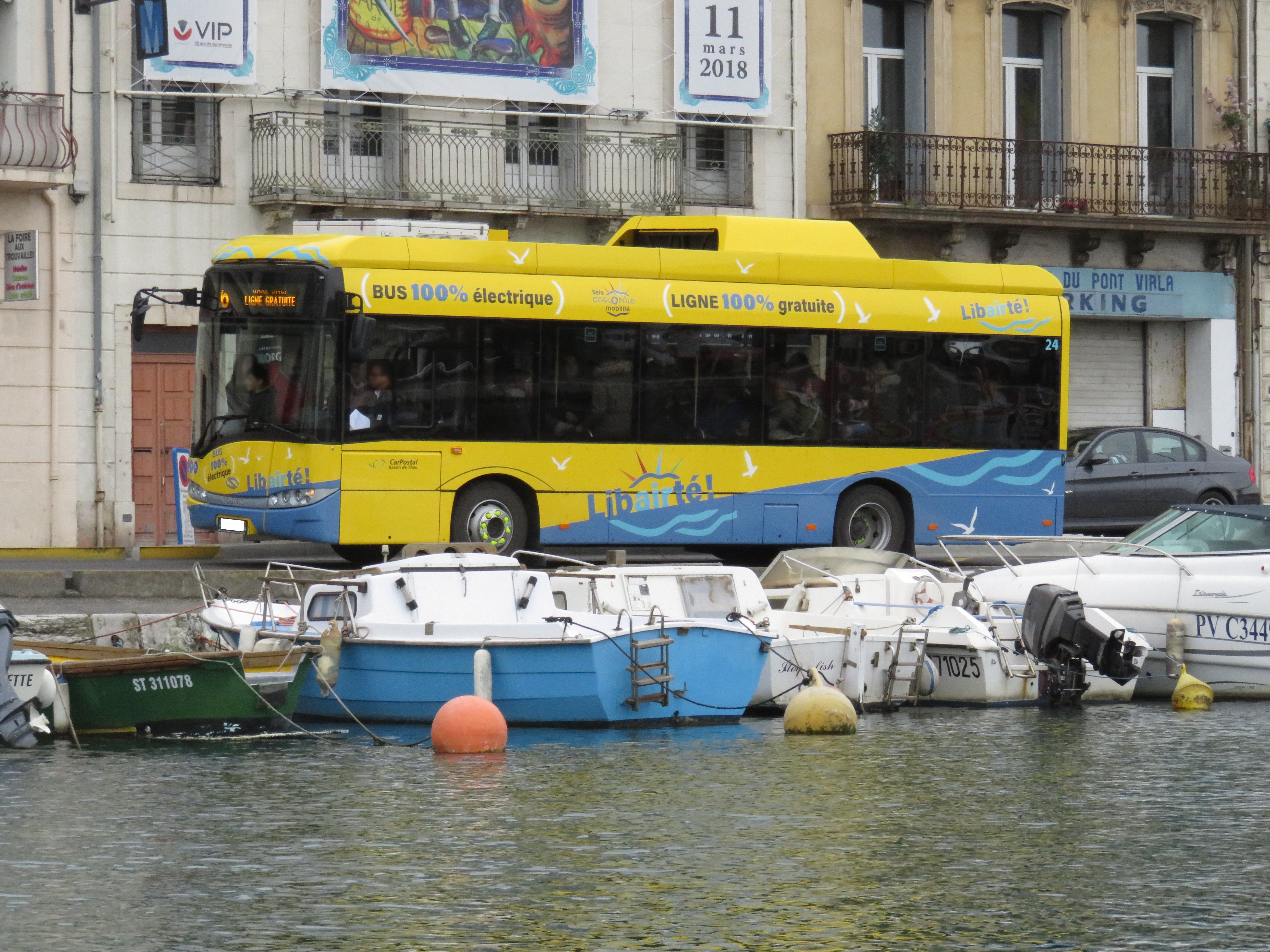
Urbino 8,9 LE electric w Sète (Francja)

| Państwo                                                 | Miasto                                                  | Przewoźnik                                              | Liczba sztuk                                            | Lata dostaw                                             |                      |
| ------------------------------------------------------- | ------------------------------------------------------- | ------------------------------------------------------- | ------------------------------------------------------- | ------------------------------------------------------- | -------------------- |
| Austria                                                 | Klagenfurt                                              | Stadtwerke Klagenfurt                                   | 1                                                       | 2013                                                    | [ 11 ]               |
| Belgia                                                  | Bruksela                                                | STIB                                                    | 7                                                       | 2018                                                    | [ 12 ]               |
| Czechy                                                  | Czeskie Budziejowice                                    | DPM                                                     | 11                                                      | 2018                                                    | [ 13 ] [ 14 ] [ 15 ] |
| Francja                                                 | Sète                                                    | Agglopôle Mobilité                                      | 2                                                       | 2018                                                    | [ 16 ]               |
| Francja                                                 | Paryż                                                   | RATP                                                    | 1                                                       | 2020                                                    | [ 17 ]               |
| Litwa                                                   | Taurogi                                                 | UAB                                                     | 1                                                       | 2020                                                    | [ 18 ]               |
| Łotwa                                                   | Jurmała                                                 | JAS                                                     | 2                                                       | 2019                                                    | [ 19 ]               |
| Norwegia                                                | Mandal                                                  | Sorlandsrut                                             | 1                                                       |                                                         | [ 20 ]               |
| Polska                                                  | Ostrołęka                                               | MZK                                                     | 2                                                       | 2015                                                    | [ 21 ]               |
| Polska                                                  | Kraków                                                  | MPK                                                     | 4                                                       | 2016                                                    | [ 22 ]               |
| Polska                                                  | Jaworzno                                                | PKM                                                     | 4                                                       | 2017                                                    | [ 23 ]               |
| Polska                                                  | Chodzież                                                | MZK                                                     | 1                                                       | 2018                                                    | [ 24 ]               |
| Polska                                                  | Stalowa Wola                                            | MZK                                                     | 10                                                      | 2018                                                    | [ 25 ] [ 26 ]        |
| Polska                                                  | Września                                                | Urząd Miasta i Gminy                                    | 1                                                       | 2017                                                    | [ 27 ]               |
| Polska                                                  | Katowice                                                | RCKiK                                                   | 2                                                       | 2018                                                    | [ 28 ]               |
| Polska                                                  | Ciechanów                                               | ZKM                                                     | 1                                                       | 2018                                                    | [ 29 ]               |
| Polska                                                  | Miechów                                                 | Urząd Miasta i Gminy                                    | 2                                                       | 2020                                                    | [ 30 ]               |
| Szwajcaria                                              | Sankt Gallen                                            | VBSG                                                    | 1                                                       | 2019                                                    | [ 31 ]               |
| Węgry                                                   | Paks                                                    | PKK                                                     | 4                                                       | 2020                                                    | [ 32 ]               |
| Łącznie sztuk: 49 z 58 u 18 odbiorców Stan na: sep 2020 | Łącznie sztuk: 49 z 58 u 18 odbiorców Stan na: sep 2020 | Łącznie sztuk: 49 z 58 u 18 odbiorców Stan na: sep 2020 | Łącznie sztuk: 49 z 58 u 18 odbiorców Stan na: sep 2020 | Łącznie sztuk: 49 z 58 u 18 odbiorców Stan na: sep 2020 | [ 2 ]                |

### Polska
W czerwcu 2012 roku w ramach testów przez trzy tygodnie Mistrzostw Europy w Piłce Nożnej 2012, pierwszy prototyp woził za darmo pasażerów w Poznaniu na linii „E” z Portu Lotniczego Poznań-Ławica, poprzez Rondo Kaponiera do Centrum Handlu, Sztuki i Biznesu Stary Browar. W tym czasie przejechał bez usterek około 3000 km. Dla celów promocyjnych karoseria na zewnątrz została pokryta sztuczną trawą, a podsufitka była wykończona obrazem nieba. W lipcu 2012 autobus odbywał również testy w MZA Warszawa na linii nr 222 (do obsługi której w skierowano później zakupione w 2015 roku autobusy Solaris Urbino 12 electric). W tym samym roku autobus był także testowany na linii nr 370 na ulicach Jaworzna. Solaris Urbino 8,9 LE electric był także testowany z Zakopanem, gdzie kursował na trasie z centrum do Kuźnic oraz Morskiego Oka.
We wrześniu 2014 roku Solaris podpisał umowę na dostawę dwóch autobusów elektrycznych Solaris Urbino 8,9 LE electric dla MZK Ostrołęka. Kontrakt opiewał na sumę 3,2 mln złotych, co daje 1,6 mln za jeden autobus. Autobusy trafiły do odbiorcy wiosną 2015 roku. Były to pierwsze nowe autobusy elektryczne, które trafiły do polskiego odbiorcy.
W styczniu 2013 testy autobusu elektrycznego Solaris Urbino 8,9 LE electric przeprowadziło MPK Kraków. Elektrobus był testowany na linii nr 537 łączącej Dworzec Główny Wschód z Witkowicami. W trakcie testów maksymalny zasięg autobusu Solaris wyniósł ok. 100 km na jednym ładowaniu. W 2014 r. w Krakowie rozpoczęto testy elektrycznego Solarisa w wersji 12-metrowej. Rok później MPK Kraków ogłosiło przetarg na dostawę czterech autobusów elektrycznych o długości ok. 9 m, w którym złożono dwie oferty – Solarisa oraz czeskiego producenta SOR. Zwycięzcą okazał się Solaris, który w efekcie dostarczył w 2016 roku cztery sztuki Urbino 8,9 LE electric z ładowaniem poprzez pantograf.
Po testach w 2013 roku oraz dostarczeniu pierwszego elektrobusu Urbino 12 electric do Jaworzna, w 2017 roku PKM zakupiło kolejne 22 autobusy elektryczne Solaris, w tym 4 autobusy Urbino 8,9 LE electric. Dzięki tym inwestycjom 40% floty jaworzańskiego PKM stanowią autobusy bezemisyjne.
Na początku 2017 roku MZK w Chodzieży ogłosiło przetarg na dostawę jednego autobusu elektrycznego klasy MIDI. Przetarg wygrał Solaris, a w marcu 2018 roku autobus trafił do przewoźnika.
W kwietniu 2017 roku przetarg na 19 autobusów miejskich, w tym 10 o napędzie elektrycznym ogłosił MZK Stalowa Wola. W jego wyniku spółka pozyskała rok później 10 elektrobusów Solaris.
Również na początku 2017 roku Solaris pozyskał zamówienie na dostawę jednego autobusu Solaris Urbino 8,9 LE electric dla Urzędu Miasta i Gminy Września, który został dostarczony w grudniu 2017 roku, a w styczniu 2018 wyjechał na ulice miasta w ramach nowo uruchomionej komunikacji miejskiej.
Na początku 2017 roku Regionalne Centrum Krwiodawstwa i Krwiolecznictwa ogłosiło przetarg na zakup dwóch elektrycznych pojazdów do pobierania krwi z napędem elektrycznym. Jedyną ofertę złożył Solaris, który już wcześniej dostarczał pojazdy do poboru krwi na bazie autokarów Solaris Vacanza. Dwa elektryczne Urbino 8,9 LE electric przystosowane do potrzeb RCKiK wyceniono na kwotę 6,1 mln złotych brutto. Pierwszy z autobusów dostarczono do Katowic w połowie 2018 roku. Jest to pierwszy na świecie elektryczny pojazd do pobierania krwi na świecie.
W grudniu 2018 roku do Ciechanowa dotarła jedna sztuka Urbino 8,9 LE electric, która zasiliła tabor tamtejszego ZKM. W 2020 r. dwa Urbino 8,9 LE electric trafiły do Zakładu Wodociągów i Kanalizacji w Miechowie, gdzie posłużyły do uruchomienia komunikacji miejskiej.

### Inne kraje
Pierwszym miastem, które zdecydowało się zakupić autobusy elektryczne Solaris był w 2013 roku austriacki Klagenfurt. Przedsiębiorstwo Stadtwerke Klagenfurt zakupiło jeden egzemplarz autobusu elektrycznego, który skierowano do obsługi trasy pomiędzy dworcem głównym a kampusem uniwersytetu.
W lipcu 2017 roku największy belgijski przewoźnik autobusowy – STIB, który obsługuje połączenia miejskie na terenie Brukseli, zamówił u podpoznańskiego producenta 7 sztuk bezemisyjnych autobusów miejskich klasy MIDI, które zostały dostarczone na początku 2018 roku.
W 2018 roku Solaris dostarczył dwa autobusy Solaris Urbino 8,9 LE electric do miasta Sète położonego na południowym wybrzeżu Francji.
W 2018 dostarczone zostały także pierwsze autobusy elektryczne o długości 8,9 m we współpracy ze Škoda Electric. Podobnie jak w przypadku autobusów 12-metrowych produkowanych przez Škodę wspólnie z Solarisem, te autobusy także otrzymały nazwę Škoda 29BB. Odbiorcą był przewoźnik miejski z Czeskich Budziejowic.
W 2019 r. dwa pierwsze elektrobusy marki Solaris trafią na Łotwę, gdzie zamówiło je przedsiębiorstwo z miejscowości Jurmała, a w 2020 r. do litewskich Taurogów. Również w 2019 r. pierwszy bateryjny Urbino 8,9 LE dotarł do Szwajcarii, gdzie wszedł w skład floty przewoźnika miejskiego z Sankt Gallen. W maju 2019 r. zawarto umowę z paryskim przewoźnikiem RATP na dostawę 1 autobusu elektrycznego z opcją rozszerzenia zamówienia na kilkanaście sztuk oraz umowę na pierwszy autobus Urbino 8,9 LE electric w Norwegii – dla przewoźnika Sorlandsrut z miasta Mandal.